# 12 a.C.
12 a.C. foi um ano bissexto do século I a.C. que durou 366 dias. De acordo com o Calendário Juliano, o ano teve início numa quinta-feira e terminou a uma sexta-feira. as suas letras dominicais foram D e C.
| Ano completo                           |
| -------------------------------------- |
| Ano bissexto com início à quinta-feira |

## Eventos

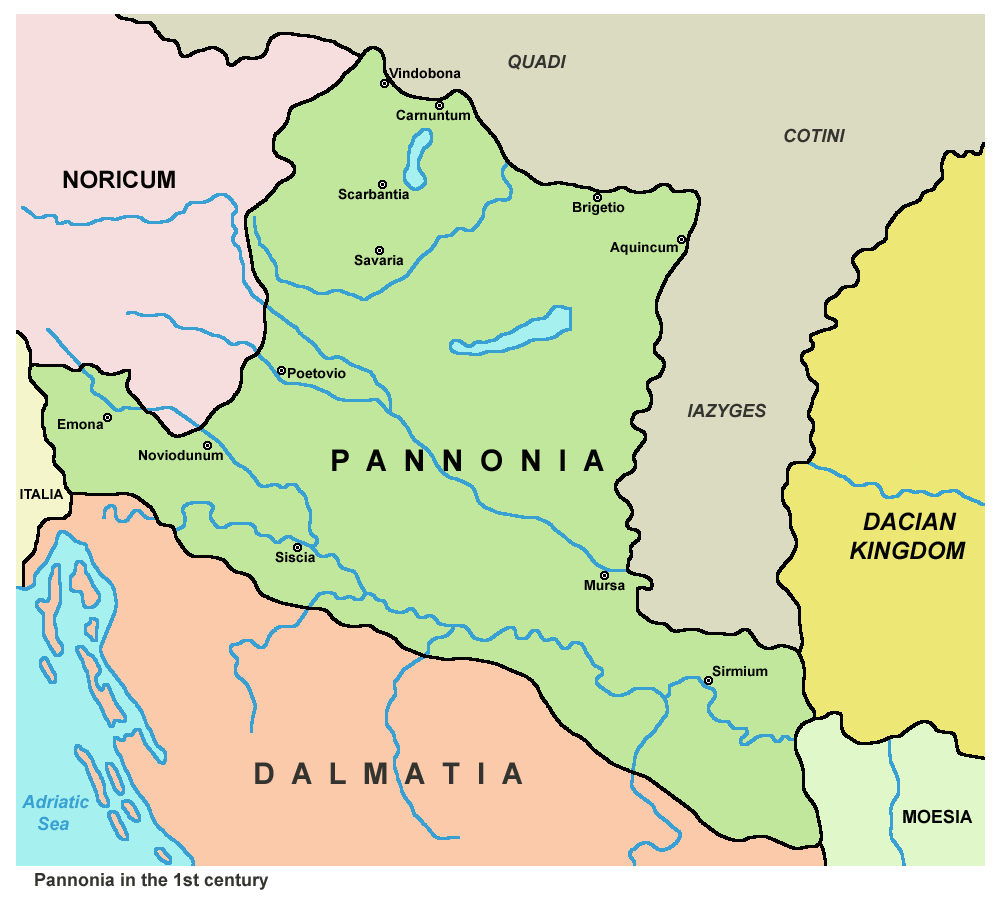
Panônia, onde Agripa pegou a doença que o matou.

- Marco Valério Messala Barbatus e Públio Sulpício Quirino, cônsules romanos.[1]
- Marco Vipsânio Agripa retorna da Síria e recebe o tribunato, de novo, por cinco anos; e é enviado por Augusto para a Panônia.[2] Ele inicia a campanha no início do inverno, e os panônios, aterrorizados, desistem da rebelião, mas Agripa fica doente,[1] e morre antes de Augusto, que estava celebrando o festival panatenaico, chegar para visitá-lo.[3]

## Mortes
- Marco Vipsânio Agripa, general e estadista romano [3] (n. 63 a.C.)